# Mieczysław Zajączkowski
Mieczysław Szczepan Zajączkowski (ur. 24 grudnia 1894 w Lublinie, zm. 13 grudnia 1919 pod Kliczewem) – pośmiertnie awansowany na stopień kapitana i odznaczony Krzyżem Srebrnym Orderu Virtuti Militari

## Życiorys
Urodził się w rodzinie Aleksandra i Antoniny z domu Erchon. Studiował na Politechnice Warszawskiej, a w styczniu 1915 został wcielony w szeregi armii rosyjskiej w której ukończył szkołę podoficerską oraz oficerską do których został skierowany. Awansował na stopień podporucznika ze starszeństwem od 1 września 1915, a 10 grudnia 1916 otrzymał awans na stopień porucznika. Służył w I Korpusie Polskim generała Józefa Dowbor-Muśnickiego od początków jego sformowania, aż do demobilizacji. Otrzymał w Korpusie przydział do 3 pułku strzelców polskich.
Od 18 listopada 1918 w Wojsku Polskim w którym został skierowany na front walcząc na terenach Małopolski Wschodniej w szeregach 19 pułku piechoty. 1 kwietnia 1919 został przyjęty w szeregi Armii Wielkopolskiej i przydzielony do 1 pułku strzelców Wielkopolskich. Na stanowisku adiutanta pułku walczył od 16 października 1919 na Froncie Litewsko-Białoruskim. W tym samym roku 12 grudnia 1 pułk strzelców Wielkopolskich wyruszył z twierdzy bobrujskiej na położone od niej o 50 kilometrów miasteczko Kliczew. Rankiem 13 grudnia żołnierzy polskich idących tyralierą, wojsko bolszewickie przywitało ogniem z dział i ciężkich karabinów maszynowych. Porucznik Zajączkowski sam atakując bolszewików zagrzewał żołnierzy do walki, którzy za jego przykładem ruszyli do szturmu na pozycje wroga. Żołnierze obsługujący działa, nie mogąc użyć ich podczas walki, bronili się używając broni ręcznej. Zajączkowski walcząc na bagnety został śmiertelnie ranny. Kompanie pułku, które przedostały się do miasteczka, siały spustoszenie w szeregach wojsk nieprzyjaciela. 

Porucznik Zajączkowski pośmiertnie odznaczony został Krzyżem Srebrnym Orderu Virtuti Militari i awansowany na stopień kapitana. We wniosku awansowym stwierdzono, że 

„Zajączkowski był ideałem i wzorem oficera polskiego, wysoko inteligentny, posiadał rycerską, bohaterską duszę, posiadając te wzniosłe zalety tak w służbie, jak i poza nią”.

Mieczysław Zajączkowski został pochowany w rodzinnym grobowcu na cmentarzu w Lublinie, przy ulicy Lipowej. Rodziny nie założył.

## Ordery i odznaczenia
- Krzyż Srebrny Orderu Virtuti Militari (nr 5606)[1]
- Krzyż Walecznych[1]